# Peter Trudgill
Peter Trudgill, TBA (  /ˈtrʌdɡɪl/ TRUD -gil ; nacido el 7 de noviembre de 1943) es un sociolingüista, académico y autor inglés.

## Biografía
Trudgill nació en Norwich, Inglaterra, y creció en Thorpe St Andrew .  Fue a la escuela de la ciudad de Norwich desde 1955. Trudgill estudió lenguas modernas en el King's College de Cambridge y obtuvo un doctorado  de la Universidad de Edimburgo en 1971.
Antes de convertirse en profesor de sociolingüística en la Universidad de Essex, ejerció como profesor en el Departamento de Ciencias Lingüísticas de la Universidad de Reading de 1970 a 1986. Fue profesor de lengua y lingüística inglesa en la Universidad de Lausana, Suiza, de 1993 a 1998, y luego en la Universidad de Friburgo, también en Suiza, en la que se jubiló en septiembre de 2005, y donde hoy es profesor emérito de lingüística inglesa.
Es profesor honorario de Sociolingüística en la Universidad de East Anglia, en Norwich, Inglaterra. El 2 de junio de 1995 recibió el doctorado honorario de la Facultad de Humanidades de la Universidad de Uppsala, Suecia .  También cuenta con doctorados honorarios de la UEA ; Universidad La Trobe, Melbourne; la Universidad de Patras, Grecia; y la Universidad de Columbia Británica, Vancouver.
Ha realizado trabajo de campo lingüístico en Gran Bretaña, Grecia y Noruega, y ha dado conferencias en la mayoría de los países europeos, Canadá, Estados Unidos, Colombia, Australia, Nueva Zelanda, India, Tailandia, Hong Kong, Fiyi, Malaui y Japón. Peter Trudgill ha sido presidente de la sociedad Friends of Norfolk Dialect desde sus inicios en 1999.  y colabora periódicamente con una columna sobre lengua y lenguas en Europa en el periódico New European.
Trudgill es uno de los primeros en aplicar la metodología sociolingüística laboviana en el Reino Unido,   y en proporcionar un marco para estudiar los fenómenos de contacto dialectal. 
Ha realizado estudios sobre rhoticidad en inglés, siguiendo desde cerca las tendencias de la música rock británica durante décadas; la disminución de la pronunciación de Rs de los Beatles a lo largo de la década de 1960   Fue miembro del comité para Inglaterra y Gales del Atlas Linguarum Europae en la década de 1970, realizando algunas investigaciones en los sitios de East Anglian. 
Trudgill también es autor del Capítulo 1 ("No se debe permitir que los significados de las palabras varíen o cambien") del popular libro de lingüística "Language Myths" que coeditó.
Es miembro de la Academia Noruega de Ciencias y Letras,  y miembro de la Academia Británica.
Desde febrero de 2017, Trudgill ha escrito columnas semanales relacionadas con las lenguas europeas en el semanario The New European .  A finales de 2017 firmó la Declaración sobre la lengua común de los croatas, serbios, bosnios y montenegrinos . 